# Salvador Reventós i Clivillés
Salvador Reventós i Clivillés (castellà: Salvador Raventós Clivilles)  (Vilafranca del Penedès, 1864 - Madrid, 6 de maig de 1927) fou un polític i advocat català, diputat a les Corts Espanyoles durant la restauració borbònica.
Estudià dret i filosofia i lletres a la Universitat de Barcelona i continuà els estudis a la Universitat de Madrid. Establert a Madrid, va treballar com a passant del bufet de José Canalejas y Méndez, a través del qual es va adherir al Partit Liberal i fou elegit diputat pel districte de Vilademuls (Girona) a les eleccions generals espanyoles de 1905 i pel de Badajoz a les eleccions generals espanyoles de 1910.
Després de la mort de Canalejas es va adherir al corrent liberal-demòcrata de Manuel García Prieto, amb el que fou escollit novament diputat pel districte de Dénia a les eleccions generals espanyoles de 1916, 1918, 1919, 1920 i 1923. Durant el seu mandat va donar suport la millora del port de Dénia i la construcció del ferrocarril entre Gata i València. El 1922 fou nomenat governador civil de Barcelona. També ha estat fiscal del Tribunal Suprem d'Espanya i acadèmic de la Reial Acadèmia de Jurisprudència i Legislació de Madrid.